# Dracșani
Dracșani – wieś w Rumunii, w okręgu Botoszany, w gminie Sulița. W 2011 roku liczyła 1368 mieszkańców.